# William Beckford der Ältere

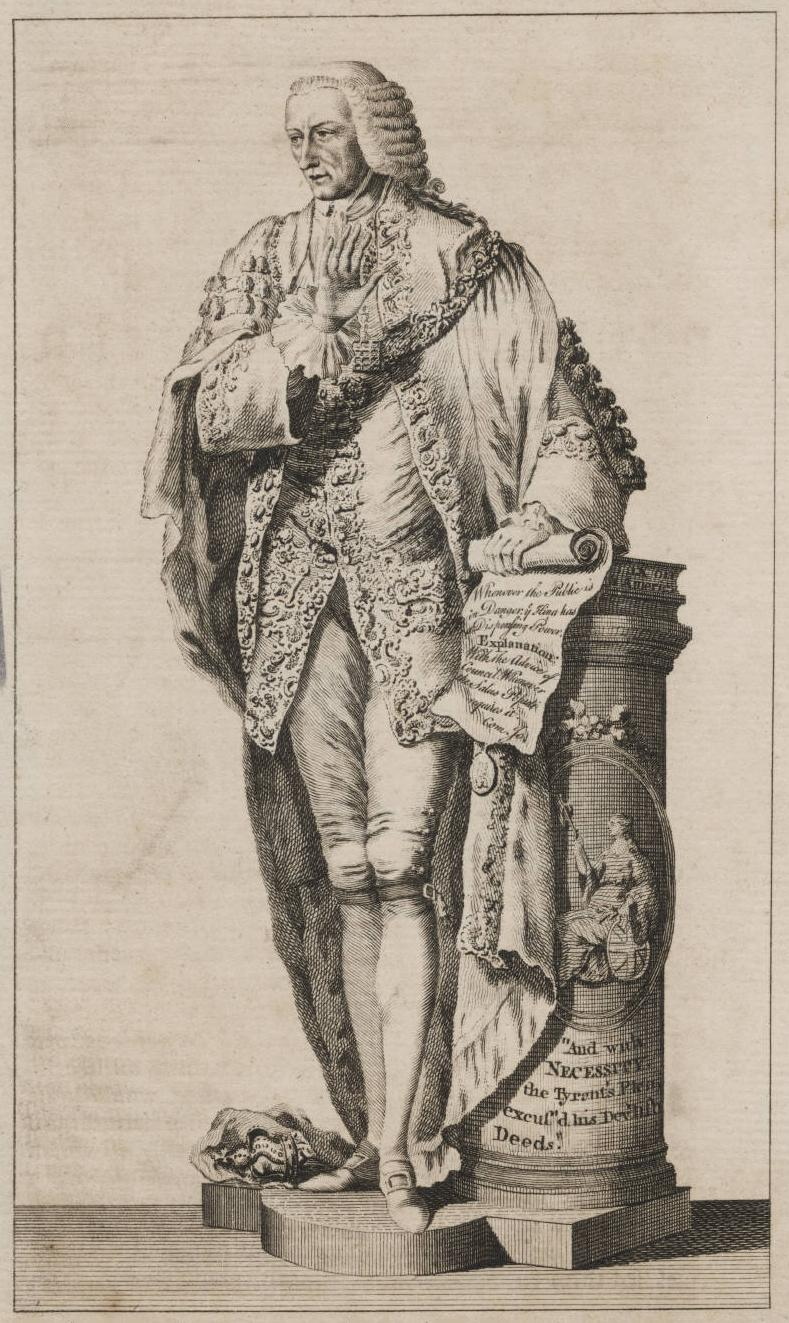
William Beckford (Stich nach einer Statue, Beinecke Library, Yale)

William Beckford (getauft 19. Dezember 1709 auf Jamaika; † 21. Juni 1770) war ein britischer Politiker. Er war zweimal (1762 und 1769) Lord Mayor of London. Zur Unterscheidung von seinem Sohn, dem Schriftsteller und Baumeister William Beckford (1760–1844), wird er auch William Beckford „der Ältere“ genannt.

## Leben
William Beckford war der zweite Sohn des Peter Beckford (1672–1735), dem Speaker des Jamaican House of Assembly, aus dessen Ehe mit Bathshua Hering. Seine Jugend verbrachte er auf Jamaika, wo seine Familie umfangreiche, von seinem Großvater Peter Beckford ab den 1660er Jahren erworbene Zuckerrohr-Plantagen besaß. 1719 wurde er zur Ausbildung nach England in die Westminster School in London geschickt. Danach besuchte er ab 1725 am Balliol College der Universität Oxford und studierte ab 1731 an der Universität Leiden und später am Hôtel des Invalides in Paris Medizin.
Nach dem Tod seines Vaters 1735 erbte sein älterer Bruder Peter den englischen Besitz, William einen Großteil der Plantagen auf Jamaika, deren Wert auf ca. 300.000 £ geschätzt wurde, einschließlich der dort arbeitenden Sklaven. Zusätzlich hatten andere Pflanzer Land an seinen Vater verpfändet. Das Erbe machte Beckfort zu dem größten Plantagenbesitzer auf der Insel. Mit dem Tod seines Bruders 1737 wurde er zum Familienoberhaupt. Sein jüngster Bruder Francis heiratete 1744 eine Schwester des 3. Duke of Ancaster and Kesteven und seine Schwester Elizabeth 1745 den 2. Earl of Effingham.
Nachdem er nach England übersiedelt war, begann er sich dort ab 1744 politisch zu betätigen. 1745 erwarb er Fonthill Gifford in der Nähe von Salisbury in Wiltshire für 32.000 £, den vormaligen Besitz des Francis Cottington, 1. Baron Cottington († 1652). Er baute das dortige elisabethanische Anwesen aus, doch am 3. Februar 1755 brannte dieser mit 6000 £ unterversicherte Bau durch die Unachtsamkeit der Bauarbeiter teilweise ab. Daraufhin erbaute er Fonthill Splendens, ein Schloss im Stil Palladios, das in vielen Details die Vorbilder von Houghton Hall, Lathom House und Moulsham Hall aufgreift. Das Dach bestand aus Kupfer. Der Plan wird manchmal James Paine zugeschrieben, aber geht vermutlich auf Hoare, einem Baumeister aus London zurück. Briefe von Robert Drysdale belegen, dass sich die Bauarbeiten bis mindestens 1768 hinzogen. Mit dem konservativen bis altmodischen Bau wollte Beckford sein Bild in der Öffentlichkeit aufbessern, wo er als ungehobelter neureicher Kolonialbewohner galt. 1762 kaufte er ferner die 1178 erbaute Witham Friary in Somerset, wo er durch Adam ein neues Haus bauen ließ.
1747 wurde er als Abgeordneter für Shaftesbury ins Unterhaus des britischen Parlaments gewählt. Er hatte dieses Mandat bis 1754 inne. 1752 trat er der Livery Company der Eisenwarenhändler (Worshipful Company of Ironmongers) bei, 1752 wurde er Stadtrat und war von 1754 bis 1770 Unterhausabgeordneter für die City of London. Mit seinem Reichtum unterstützte er die Partei seines persönlichen Freundes William Pitt, die Whigs, sowie die Interessen der jamaikanischen Zuckerrohrpflanzer. 1755/56 war er Sheriff of London, 1762/63 und 1769/73 war er zum Lord Mayor von London gewählt. Am 8. Juni 1756 hatte die Witwe des jamaikanischen Plantagenbesitzers Francis Marsh, Maria Hamilton (1725–1798), Tochter des Politikers Hon. George Hamilton und Enkelin des verarmten 6. Earl of Abercorn geheiratet. Sie brachte ihre Tochter Elisabeth Marsh mit in die Ehe. Das Paar ließ sich von Andrea Casali malen. 1760 kam, nach einer Reihe unehelicher Kinder, als einziger Nachkomme aus dieser Verbindung sein Sohn William Thomas Beckford in Fonthill zur Welt.
Beckford unterstützte den Whig-Politiker John Wilkes, für dessen Freilassung er sich 1770 einsetzte, und er forderte am 23. Mai 1770 den König Georg III. wegen Wahlunregelmäßigkeiten öffentlich auf, das Parlament aufzulösen und seine Berater zu entlassen. Der König war über diese ungehörige Anrede erbost, das Common Council der City of London Corporation aber so entzückt, dass man ihm eine lebensgroße Statue errichtete, auf deren Sockel Beckfords gesamte Rede in Gold eingraviert war (siehe Abbildung).
Seine politischen Tory-Gegner machten sich über seinen breiten Kolonialakzent und seine derbe Ausdrucksweise lustig, gaben ihm Spottnamen wie „William Hurricane“ oder „Rumford Sugarcane“, konnten ihm aber (bzw. seinem Reichtum) den Respekt nicht versagen.
Bei seinem Tod, 1770, hinterließ er seinem einzigen legitimen Sohn, dem neunjährigen William Thomas Beckford, mit seinen Ländereien und Plantagen ein erhebliches Vermögen, mit jährlichen Einkünften von ca. 27.000 £. Im Testament sind auch seine anerkannten acht uneheliche Kinder (sechs Söhne und zwei Töchter) genannt. Falls sein kränklicher Erbe kinderlos sterben würde, sollte das Vermögen an seine unehelichen Söhne fallen. William Thomas Beckford erbte ca. 1.000.000 Pfund Sterling (nach heutigem Wert etwa 110 Millionen £) sowie diverser Ländereien, darunter mehr als ein Dutzend Zuckerrohrplantagen auf Jamaika mit über 3000 Sklaven, die vor allem den Wohlstand der Familie begründeten. 
Fonthill wurde von seinem Sohn zunächst teilweise und schließlich ganz abgerissen, als dieser ab 1795 Fonthill Abbey errichtete.

## Rezeption
In der Haupthalle der Guildhall in London wurde 1772 eine Statue Beckfords von John Francis Moore aufgestellt, um seine Opposition gegen König Georg III. zu ehren. Im Rahmen der „Black Lives Matter“-Bewegung wurde 2021 erwogen, sie zu entfernen, dies aber von der City of London Corporation nach einigem Hin- und Her abgelehnt, auch aus Kostengründen. Stattdessen will man ein erklärendes Schild anbringen.